# Nouveau cimetière municipal
Le nouveau cimetière municipal (en hongrois : Új köztemető) est le plus grand cimetière de Budapest. Situé à Pest, il fut ouvert en 1886 et est connu pour abriter la sépulture de quelques personnalités hongroises ainsi que quelques carrés militaires.

## Personnalités
- Gyula Aggházy (1850-1919), peintre
- Imre Nagy (1896-1958), homme politique hongrois exécuté par le pouvoir soviétique
- Jenő Brandi (1913-1980), joueur de water-polo
- Pál Maléter (1917-1958), militaire, exécuté en même temps qu'Imre Nagy
- István Kozma (1929-1970), lutteur
- Béla Goldoványi (1925-1972), athlète
- Márton Bukovi (1903-1985), footballeur
- Gábor Bódy (1946-1985), réalisateur